# 19e cérémonie des Hong Kong Film Awards
La 19e cérémonie des Hong Kong Film Awards a eu lieu le 16 avril 2000. Les gagnants sont en gras.
Le film Purple Storm de Teddy Chan est récompensé de cinq prix techniques. Le film Ordinary Heroes de Ann Hui reçoit le prix du meilleur film,.

## Meilleur film
- Ordinary Heroes de Ann Hui
  - Fly Me to Polaris de Jingle Ma
  - Little Cheung de Fruit Chan
  - The Mission de Johnnie To
  - Running Out of Time de Johnnie To

## Meilleur réalisateur
- Johnnie To pour The Mission
  - Sylvia Chang pour Tempting Heart
  - Ann Hui pour Ordinary Heroes
  - Ringo Lam pour The Victim
  - Johnnie To pour Running Out of Time

## Meilleur scénario
- Sylvia Chang et Cat Kwan pour Tempting Heart
  - Fruit Chan pour Little Cheung
  - Chan Kin-Chung pour Ordinary Heroes
  - Yau Nai-hoi, Julien Carbon et Laurent Courtiaud pour Running Out of Time
  - Riley Yip Kam-Hung pour Metade Fumaca

## Meilleur acteur
- Andy Lau pour Running Out of Time
  - Lau Ching-wan pour The Victim
  - Francis Ng pour Bullets Over Summer
  - Eric Tsang pour Metade Fumaca
  - Anthony Wong Chau-Sang pour Ordinary Heroes

## Meilleure actrice
- Helena Law pour Bullets Over Summer
  - Cecilia Cheung pour Fly Me to Polaris
  - Loletta Lee pour Ordinary Heroes
  - Gigi Leung pour Tempting Heart
  - Deannie Yip pour Crying Heart

## Meilleur acteur dans un second rôle
- Ti Lung pour The Kid
  - Hui Shiu-hung pour Running Out of Time
  - Lam Suet pour The Mission
  - Lo Bei pour Little Cheung
  - Tse Kwan-ho pour Ordinary Heroes

## Meilleure actrice dans un second rôle
- Carrie Ng pour The Kid
  - Elaine Jin pour Metade Fumaca
  - Elaine Jin pour Tempting Heart
  - Nina Paw pour Ordinary Heroes
  - Josie Ho pour Purple Storm

## Meilleur nouvel espoir
- Cecilia Cheung pour Fly Me to Polaris
  - Cecilia Cheung pour King of Comedy
  - Richie Ren pour Fly Me to Polaris
  - Fann Wong pour The Truth About Jane and Sam
  - Yiu Yuet-Ming pour Little Cheung

## Meilleure photographie
- Arthur Wong pour Purple Storm
  - Ross Clarkson pour The Victim
  - Jingle Ma Chor-Sing, Chan Kwok-Hung pour Fly Me to Polaris
  - Peter Pau pour Metade Fumaca
  - Arthur Wong Ngok-Tai pour Gen-X Cops

## Meilleur montage
- Kwong Chi-Leung pour Purple Storm
  - Chan Chi-Wai pour The Mission
  - Chan Chi-Wai pour Running Out of Time
  - Cheung Ka-Fai pour Gen-X Cops
  - Tin Sup-Bat pour Little Cheung

## Meilleur direction artistique
- Man Lim-Chung pour Tempting Heart
  - Yu Ka-On pour Gen-X Cops
  - Mak Kwok-Keung pour Purple Storm
  - Poon Yim-Sum, Fung Gai-Fai pour Ordinary Heroes
  - Wong Bing-Yiu pour Metade Fumaca

## Meilleurs costumes
- Ng Lei-Lo pour Purple Storm
  - Hai Chung-Man pour Tempting Heart
  - Lee Pik-Kwan pour A Man Called Hero
  - Ng Lei-Lo pour Metade Fumaca
  - Yu Ka-On pour Gen-X Cops

## Meilleure chorégraphie d'action
- Stephen Tung Wai pour Purple Storm
  - Jackie Chan Stuntman Association (Gorgeous)
  - Cheng Ka-Sun pour The Mission
  - Dion Lam Dik-On pour A Man Called Hero
  - Lee Chung-Chi pour Gen-X Cops

## Meilleure musique de film
- Peter Kam Pui-Tak pour Fly Me to Polaris
  - Chan Kwong-Wing pour A Man Called Hero
  - Chung Chi-Wing pour The Mission
  - Peter Kam Pui-Tak pour Purple Storm
  - Lam Wah-Cheun, Chu Hing-Cheung pour Little Cheung

## Meilleure chanson
- Sing Yu Sing Yuen (de Fly Me to Polaris) ; musique : Peter Kam Pui-Tak ; paroles : Maggie Ko Shuet-Lan ; interprète : Cecilia Cheung Pak-Chi
  - Tin Sat Goo Sing (de A Man Called Hero) ; musique : Chan Kwong-Wing ; paroles : Lam Jik ; interprète : Ekin Cheng Yee-Kin
  - Oi Hau Yu Sun (de Metade Fumaca) ; musique : Ronald Ng Lok-Sing ; paroles : Lam Jik ; interprète : Nicholas Tse Ting-Fung
  - Candlelight (de Fly Me to Polaris) ; musique et paroles : Poon Hip-Hing ; interprète : Richie Ren
  - Po Moot Tung Jun (de Little Cheung) ; musique et paroles : Lam Wah-Cheung ; interprète : Jo Kuk Cho-Lam

## Meilleur son
- Tsang King-Cheung pour Purple Storm
  - Bullets Over Summer
  - Gen-X Cops
  - A Man Called Hero
  - The Victim